# In Your House 8: Beware of Dog
In Your House 8: Beware of Dog was een professioneel worstel-pay-per-view (PPV) evenement dat georganiseerd werd door de World Wrestling Federation (WWF, nu WWE). Het was de 8ste editie van In Your House en vond plaats op 26 en 28 mei 1996 in het Florence Civic Center en in het North Charleston Coliseumin, gedurende een onweersbui, in Florrence en in North Charleston.
Door een onweersbui, viel de stroom uit in de arena waardoor het evenement niet meer kon worden uitgezonden op tv, wat resulteerde in dark matches. Alleen 2 matches konden worden uitgezonden bij het evenement. In het North Charleston Coliseum in North Charleston, South Carolina werd het evenement hernoemd naar 'Beware of Dog 2' op 28 mei 1996. De twee matches die vanaf 26 mei 1996 op televisie werden uitgezonden, werden opnieuw vertoond aan het begin van de herschikte pay-per-view.
Dit evenement stond bekend bij de ontbinding van de Million Dollar Corporation, waarbij 1-2-3 Kid en Ted DiBiase waren vertrokken naar WCW en nWo.

## Matches
| Nr. | Match | Winnaar(s)             | Opmerkingen                                                                                    | Bron  |
| --- | --- | ---------------------- | ---------------------------------------------------------------------------------------------- | ----- |
| 1F  | The Smoking Gunns (Bart Gunn & Billy Gunn) vs. The Godwinns (Henry O. Godwinn & Phineas I. Godwinn) (c) (met Sunny) | The Smoking Gunns (nc) | Tag Team match voor het WWF Tag Team Championship.                                             | [ 4 ] |
| 2D  | Bob Holly vs. Isaac Yankem, DDS                                                                                     | Bob Holly              | Eén-op-één dark match.                                                                         | [ 4 ] |
| 3   | Marc Mero (met Sable) vs. Hunter Hearst Helmsley                                                                    | Marc Mero              | Eén-op-één dark match.                                                                         | [ 4 ] |
| 4D  | Savio Vega vs. Stone Cold Steve Austin (met Ted DiBiase)                                                            | Savio Vega             | Caribbean Strap match.                                                                         | [ 4 ] |
| 5D  | Yokozuna vs. Vader (met Jim Cornette)                                                                               | Yokozuna               | Eén-op-één dark match.                                                                         | [ 4 ] |
| 6D  | Goldust (c) (met Marlena) vs. The UndertakerThe Undertaker (met Paul Bearer)                                        | Goldust                | Casket match voor het WWF Intercontinental Championship.                                       | [ 4 ] |
| 7D  | Jake Roberts vs. Justin Bradshaw (met Uncle Zebekiah)                                                               | Jake Roberts           | Eén-op-één dark match.                                                                         | [ 4 ] |
| 8   | Shawn Michaels (c) (met José Lothario) vs. The British Bulldog (met Clarence Mason, Diana Smith & Owen Hart)        | N.V.T.                 | Eén-op-één match voor het WWF World Heavyweight Championship. De match eindigde in no contest. | [ 4 ] |
| 9D  | Ahmed Johnson vs. Jerry Lawler                                                                                      | Ahmed Johnson          | Eén-op-één dark match.                                                                         | [ 4 ] |
| 10D | The Ultimate Warrior vs. Owen Hart                                                                                  | The Ultimate Warrior   | Eén-op-één dark match.                                                                         | [ 4 ] |

| Nr. | Match                                                          | Winnaar(s) | Opmerkingen                                              | Bron  |
| --- | -------------------------------------------------------------- | ---------- | -------------------------------------------------------- | ----- |
| 1   | Savio Vega vs. Stone Cold Steve Austin (met Ted DiBiase)       | Savio Vega | Caribbean Strap match.                                   | [ 5 ] |
| 2   | Vader (met Jim Cornette) vs. Yokozuna                          | Vader      | Eén-op-één match.                                        | [ 5 ] |
| 3   | Goldust (c) (met Marlena) vs. The Undertaker (met Paul Bearer) | Goldust    | Casket match voor het WWF Intercontinental Championship. | [ 5 ] |